# Tonaya
Tonaya è un comune del Messico, situato nello stato di Jalisco.